# Incomparable
Incomparable ist das zweite Studioalbum der schwedischen Metalband Dead by April. Die Produktion des Albums begann kurze Zeit nach Austausch des ehemaligen Sängers und Gitarristen. Der Veröffentlichungstermin wurde auf den 21. September 2011 gesetzt, wobei man bereits eine signierte Version vorbestellen konnte. Schon vor Veröffentlichung des Albums wurden zwei Singles ausgekoppelt. Die erste Single, Within My Heart, erschien am 1. Mai 2011 in Form einer EP mit zwei weiteren Titeln aus dem Album. Die zweite Single, Calling, folgte am 19. September desselben Jahres.
Wie das Debütalbum enthält dieses Album ebenfalls überarbeitete Versionen alter Lieder. In der normalen Version sind es 13 Titel, die in Japan erscheinende enthält allerdings 14.

## Hintergrund
Am 23. April 2010 wurde offiziell verkündet, dass Sänger und Gitarrist Pontus Hjelm die Band verlassen wird. Als dann aber der zweite und letzte Gitarrist Johan Olsson die Band ebenfalls verließ, um an eigenen, nicht musikalischen Projekten zu arbeiten, kehrte Pontus vorübergehend zurück, um an dem neuen Studioalbum mitzuarbeiten.

## Titelliste
1. Dreaming – 4:15
2. Real and True – 3:06
3. Within My Heart – 3:25
4. More Than Yesterday – 3:30
5. Calling – 3:37
6. Two Faced – 3:04
7. Crossroads – 2:56
8. Incomparable – 3:23
9. Too Late – 3:14
10. You Should Know – 3:46
11. When You Wake Up – 3:44
12. Lost – 3:34
13. Last Goodbye – 3:19
14. Painting Shadows – 3:34 (iTunes Bonustitel)
15. Mystery – 2:58 (Bonustitel der Mystery-version)
16. Holding On – 3:02 (Bonustitel der Mystery-version)
17. Away – 4:10 (Bonustitel der Mystery-version)

## Mitwirkende
Dead by April
- Jimmie Strimell – Gesang
- Zandro Santiago – Gesang
- Marcus Wesslén – E-Bass
- Pontus Hjelm – E-Gitarre, Hintergrundgesang
- Alexander Svenningson – Schlagzeug

## Veröffentlichungen
| Ort                | Datum              | Label                            | Format                           |             |
| ------------------ | ------------------ | -------------------------------- | -------------------------------- | ----------- |
| Vereinigte Staaten | 21. September 2011 | Universal Music Group, Spinefarm | CD, Download, Limited Edition CD | [ 1 ]       |
| Japan              | 21. September 2011 | Universal Music Group, Spinefarm | CD, Download, Limited Edition CD | [ 2 ] [ 3 ] |
| Europa             | 21. September 2011 | Universal Music Group, Spinefarm | CD, Download, Limited Edition CD | [ 4 ]       |
| Online Versand     | 21. September 2011 | Universal Music Group, Spinefarm | Vinyl                            | [ 5 ]       |